# Вторая гипотеза Харди — Литлвуда
Вторая гипотеза Харди — Литлвуда — теоретико-числовая гипотеза, сформулированная английскими математиками Харди и Литлвудом, утверждающая, что
{\displaystyle \pi (x+y)\leqslant \pi (x)+\pi (y),\ }
где {\displaystyle \pi (x)} — функция распределения простых чисел. Иначе говоря, гипотеза утверждает, что в любом отрезке длины y число простых чисел всегда не превосходит число простых чисел в отрезке {\displaystyle [1;y]}.
В 1974 Ричардсом было показано, что вторая гипотеза Харди — Литлвуда противоречит первой гипотезе Харди — Литлвуда. Если первая гипотеза истинна, то можно найти кортеж из {\displaystyle 447} простых на интервале длиной {\displaystyle y=3159}, в то время как {\displaystyle \pi (3159)=446}, при этом до {\displaystyle 2{,}2\cdot 10^{1198}} можно обнаружить 12 таких контрпримеров.